# Kostel svatého Václava (Vrbčany)
Kostel svatého Václava na opevněném návrší ve vsi Vrbčany nedaleko Kouřimi je románského původu. Sakrální stavba zachovává dispozici a stavební prvky ne nepodobné kostelu na svatojiřské ostrožně u Kouřimi, se kterým ji pojí i obdobný stavební vývoj.
Podle Kosmovy kroniky přivezl před bitvou u Chlumce (mezi Soběslavem I. a císařem Lotharem III.) kaplan Vít z vrbčanského kostela praporec svatého Vojtěcha, sejmutý ze stěny kostela, kde byl zavěšen na kopí svatého Václava. Podle lidové tradice má být nyní tento praporec uložen na mramorovém stole v místnosti uvnitř pahorku, na kterém kostel stojí.
Kostel je chráněn jako kulturní památka České republiky.